# Bengalia singhasaria
Bengalia singhasaria este o specie de muște din genul Bengalia, familia Calliphoridae. A fost descrisă pentru prima dată de Andy Z. Lehrer în anul 2005. Conform Catalogue of Life specia Bengalia singhasaria nu are subspecii cunoscute.